# 南太平洋无核区条约

《南太平洋无核区条约》签署及批准情况
签署并批准

“南太平洋无核区条约”（英語：South Pacific Nuclear Free Zone Treaty），又被称为《拉罗汤加条约》（英語：Treaty of Rarotonga），是一个由南太平洋论坛发起的国际条约。该条约在南太平洋地区设立了一个無核武地帶。条约于1985年8月6日订于拉罗汤加，1986年12月11日正式生效。

## 主要内容
- 条约由序言、16个条款、4个附件、3个附加议定书组成。[1]
- 南太平洋无核区范围[2]：
  - 南纬60度以北（南侧与南极无核区相接）
  - 西经115度以西（东侧与拉丁美洲及加勒比海无核区相接）
  - 东经115度以东，但西北角边界为澳大利亚领土疆界
  - 赤道以南，及赤道以北的三个国家巴布亚新几内亚、瑙鲁、基里巴斯的领土
  - 以及澳大利亚位于印度洋中、不属上述范围的领土。
    - 以上“领土”包括內水、领海和群岛海域、海床及其底土、领土及其上空，但不包括公海。
- 各缔约国承诺：放弃、防止安放、防止试验任何核爆炸装置；防止倾倒放射性废料和其他放射性物质；成立一个协商委员会对条约实施进行监督。
- 议定书一要求该区域内有附属领土的国家（英国、法国、美国）在该区域内遵守条约义务。
- 议定书二和三要求美国，法国，英国，俄罗斯和中华人民共和国承诺：不对南太平洋无核武器区使用或威胁使用核爆炸装置；不在南太平洋无核武器区试验或协助或鼓励试验任何核爆炸装置。

## 现状
该条约在第8个国家交存批准书时（1986年12月11日）生效。截至2017年底，共有13个国家签署并批准了条约。对于3个附加议定书，除美国签署但未批准外，其他国家均已完成签署和批准程序。
| 条约签署及批准情况 | 条约签署及批准情况 | 条约签署及批准情况 |
| 国家               | 签署日期           | 批准日期           |
| ------------------ | ------------------ | ------------------ |
|                    | 1985年8月6日       | 1986年12月11日     |
| 庫克群島           | 1985年8月6日       | 1985年10月28日     |
| 斐济               | 1985年8月6日       | 1985年10月4日      |
| 基里巴斯           | 1985年8月6日       | 1986年10月28日     |
| 瑙鲁               | 1986年7月17日      | 1987年4月13日      |
| 新西兰             | 1985年8月6日       | 1986年11月13日     |
| 纽埃               | 1985年8月6日       | 1986年5月12日      |
|                    | 1985年9月16日      | 1989年9月15日      |
| 萨摩亚             | 1985年8月6日       | 1986年10月20日     |
| 所罗门群岛         | 1987年5月29日      | 1989年6月27日      |
|                    | 1996年8月2日       | 2000年12月18日     |
|                    | 1985年8月6日       | 1986年1月16日      |
|                    | 1995年9月16日      | 1996年2月9日       |

| 议定书一签署及批准情况 | 议定书一签署及批准情况 | 议定书一签署及批准情况 |
| 国家                   | 签署日期               | 批准日期               |
| ---------------------- | ---------------------- | ---------------------- |
| 法國                   | 1996年3月25日          | 1996年9月20日          |
| 英国                   | 1996年3月25日          | 1997年9月19日          |
| 美国                   | 1996年3月25日          |                        |

| 议定书二/三签署及批准情况 | 议定书二/三签署及批准情况 | 议定书二/三签署及批准情况 |
| 国家                      | 签署日期                  | 批准日期                  |
| ------------------------- | ------------------------- | ------------------------- |
| 中國                      | 1987年2月10日             | 1988年10月21日            |
| 法國                      | 1996年3月25日             | 1996年9月20日             |
| 俄羅斯                    | 1986年12月15日            | 1988年4月21日             |
| 英国                      | 1996年3月25日             | 1997年9月19日             |
| 美国                      | 1996年3月25日             |                           |